# Haag Nunataks
Haag Nunataks är ett berg i Antarktis. Det ligger i Västantarktis. Chile och Storbritannien gör anspråk på området. Toppen på Haag Nunataks är 479 meter över havet.
Terrängen runt Haag Nunataks är lite kuperad, och sluttar söderut.  Trakten är obefolkad. Det finns inga samhällen i närheten.